# Adam DeVine
Adam Patrick DeVine (* 7. listopadu 1983 Waterloo, Iowa) je americký komik, zpěvák, textař, producent, herec a dablér. Je tvůrcem a hvězdou seriálu Workaholics a Adam Devine's House Party. Zahrál si roli Bumpera Allena v hudebních filmech Ladíme! (2012) a Ladíme 2 (2015)

## Životopis
Narodil se ve Waterloo v Iowě, je synem Dennise a Penny DeVine. V roce 2002 odmaturoval na Millard South High School v Omaha v Nebrasce. Navštěvoval Orange Coast College. Později se přestěhoval do Los Angeles, kde začal pracovat jako stand-up komik a herec.

## Kariéra
V roce 2006 DeVine a jeho kamarádi Blake Anderson, Anders Holm a Kyle Newacheck vytvořili skeč-komediální skupinu Mail Order Comedy. Přesto, že skupina vystupovala živě, prožili velký úspěch prostřednictvím MySpace a YouTube. Seriál stanice G4 Attack of the Show! vysílala hudební video skupiny „Wizard Never Die“. Hudební album Purple Magic, vydané 1. dubna 2009, obsahovala 14 písniček. Seriál Workaholics měl premiéru 6. dubna 2011 na stanici Comedy Central, ve kterém Adam hrál a stal se i jeho spolutvůrcem a producentem.
Malou roli si zahrál ve filmu Mamminčin mazánek (2007) a The Legend of Awesomest Maximus (2009). Získal vedlejší roli v seriálu Samantha Who?. Objevil se v seriálech Traffic Light (2011), Zpátky do školy (2013) a Arrested Development (2014). V roce 2012 si zahrál roli Bumpera v hudebním filmu Ladíme!. Za roli získal cenu Teen Choice Awards v kategorii Filmový zloduch. Roli si zopakoval v sequelu filmu Ladíme 2 v roce 2015.
Svůj hlas propůjčil postavě Steva v animovaném seriálu Uncle Grandpa, který měl premiéru 2. září 2013. Jeho vlastní seriál Adam Devine's House Party, měla premiéru na stanici Comedy Central v říjnu 2013. Vedlejší roli získal v páté a šesté sérii sitcomu stanice ABC Taková moderní rodinka. V roce 2016 si zahrál ve filmu se Zacem Efronem Mike i Dave sháněj holku.
V roce 2018 si zahrál hlavní roli v romantické komedii, ke které také napsal scénář When We First Met. Ve filmu si zahrál s Alexandrou Daddario, Shelley Hennig a Robbiem Amellem. Ve stejném roce si také zahrál ve filmu Game Over, Man! V roce 2016 bylo oznámeno, že si zahraje po boku Jeffrey Tambora a Gillian Jacobs ve filmu Magic Camp. Premiéra je stanovena na 4. dubna 2019. V roce 2019 měl také premiéru film No není to romantika?, ve kterém hraje po boku Rebel Wilson a Liama Hemswortha.

## Osobní život
Dva roky chodil s herečkou Kelley Jakle, se kterou se seznámil v roce 2012 na natáčení filmu Ladíme!. Od ledna 2015 chodí s herečkou Chloe Bridges.

## Filmografie

### Film
| Rok  | Název                           | Role                           | Poznámky |
| ---- | ------------------------------- | ------------------------------ | --- |
| 2007 | Maminčin mazánek                | Alhorn                         | |
| 2009 | Ratko: The Dictator's Son       | Chris                          | |
| 2011 | The Legend of Awesomest Maximus | Ephor 1                        | |
| 2012 | Ladíme!                         | Bumper Allen                   | Teen Choice Awards v kategorii nejlepší filmový zloduch Nominace – Teen Choice Award v kategorii průlomový herec ve filmu               |
| 2014 | Sousedi                         | Kluk                           | Cameo role |
| 2015 | Ladíme 2                        | Bumper Allen                   | Teen Choice Awards v kategorii nejlepší filmový polibek (s Rebel Wilson) MTV Movie Awards v kategorii nejlepší polibek (s Rebel Wilson) |
| 2015 | Poslední nás zachrání           | Kurt                           | |
| 2015 | Stážista                        | Jason                          | |
| 2016 | Mike i Dave sháněj holku        | Dave                           | |
| 2016 | Doba ledová: Mamutí drcnutí     | Julian (hlas)                  | |
| 2016 | Proč právě on?                  | Tyson Modell                   | |
| 2017 | LEGO Batman film                | Barry Allen / The Flash (hlas) | |
| 2018 | When We First Met               | Noah Ashby                     | také scenárista a výkonný producent |
| 2018 | The Package                     | —                              | producent |
| 2018 | Game Over, Man!                 | Alexxx                         | také producent |
| 2019 | Jexi: Láska z mobilu            | Phil                           | |
| 2019 | No není to romantika?           | Josh                           | |
| 2020 | Magic Camp                      | Andy                           | |
| 2020 | Extinct                         | Ed (hlas)                      | |

### Televize
| Rok        | Název                                         | Role                              | Poznámky                                                       |
| ---------- | --------------------------------------------- | --------------------------------- | -------------------------------------------------------------- |
| 2006–2008  | Crossbows & Mustaches                         | Steve Wolf / Steve Jobs           | 10 dilů také tvůrce, exkluzivní producent a scenárista         |
| 2007       | Nick Cannon Presents: Short Circuitz          | Teenager                          | díl: „1.1"                                                     |
| 2007       | The Minor Accomplishments of Jackie Woodman   | Toby                              | díl: „Dykes Like Us"                                           |
| 2008       | Special Delivery                              | Sám sebe                          | díl: „Strike a Pose"                                           |
| 2008       | 420 Special: Attack of the Show! from Jamaica | Bull Doozer                       | TV film                                                        |
| 2008       | The Dude's House                              | Sám sebe                          | 3 díly také tvůrce, exkluzivní producent a scenárista          |
| 2008       | Frank TV                                      | Čísník / Jack Gerber              | 2 díly                                                         |
| 2008       | 5th Year                                      | Sám sebe                          | 5 dílů                                                         |
| 2009       | Ted a spol.                                   | Josh                              | díl: „Win Some, Dose Some"                                     |
| 2009       | Samantha Who?                                 | Tyler                             | 2 díly                                                         |
| 2011       | Pravidla milostného provozu                   | Tobey                             | díl: „Stealth Bomber"                                          |
| 2011–2017  | Workaholics                                   | Adam DeMamp                       | 86 dílů také tvůrce, výkonný producent a scenárista            |
| 2012       | Tron: Povsátní                                | Galt (hlas)                       | díl: „Identity"                                                |
| 2013       | Zpátky do školy                               | Willy                             | díl: „Cooperative Escapism in Familial Relations"              |
| 2013       | Arrested Development                          | Starsky                           | díl: „Flight of the Phoenix"                                   |
| 2013       | Comedy Bang! Bang!                            | Nick                              | díl: „Sarah Silverman Wears a Black Dress with a White Collar" |
| 2013       | Super Fun Night                               | Jason                             | díl: „Pilot"                                                   |
| 2013–2018  | Taková moderní rodinka                        | Andy Bailey                       | 22 dílů                                                        |
| 2013–2016  | Adam DeVine's House Party                     | Sám sebe                          | 18 dílů také tvůrce, výkonný producent a scenárista            |
| 2013–2017  | Uncle Grandpa                                 | Pizza Steve / Henry / další hlasy | 118 dílů také tvůrce, scenárista, výkonný producent            |
| 2014       | Sanjay a Craig                                | Raska Boosh (hlas)                | díl: „Kerplunk'd!"                                             |
| 2014       | Griffinovi                                    | Christoff (hlas)                  | díl: „Honey, I'm Homeland"                                     |
| 2014–2017  | Penn Zero: Part-Time Hero                     | Boone (hlas)                      | 61 dílů                                                        |
| 2015       | Steven Universe                               | Pizza Steve (hlas)                | díl: „Say Uncle"                                               |
| 2015       | Sin City Saints                               | Matty                             | díl: „You Booze, You Lose"                                     |
| 2015       | Drunk History                                 | Pavel Belyayev                    | díl: „Space"                                                   |
| 2016       | Teenage Mutant Ninja Turtles: Don vs. Raph    | Raphael (hlas)                    |                                                                |
| 2018       | Vampirina                                     | Pat (hlas)                        | díl: „Home Scream Home"                                        |
| 2019–dosud | Zelená vajíčka se šunkou                      | Sam-I-Am (hlas)                   | hlavní role                                                    |
| 2019–dosud | Ve jménu našeho Pána                          | Kelvin Gemstone                   | hlavní role                                                    |